# جرذ أبيض القدم
جرذ أبيض القدم (الاسم العلمي: Rattus leucopus) (بالإنجليزية: Cape York Rat)‏ هو نوع من الحيوانات يتبع جنس الجرذ من الفصيلة الفأرية.